# 3. Panzerarmee
3. Panzerarmee var en tysk pansararmé under andra världskriget, armén sattes upp från Panzergruppe 3 den 1 januari 1942.

## Bagration

### Organisation
Arméns organisation den 15 juni 1944:
- VI. Armeekorps
- LIII. Armeekorps
- IX. Armeekorps
- 201. Sicherungs-Division
- 95. Infanterie-Division

## Berlin

### Organisation
Arméns organisation den 12 april 1945:
- Verteidigungsbereich Swinemünde
- XXXII. Armeekorps
- Korps Oder
- XXXXVI. Panzerkorps
- III. SS-Panzerkorps

## Befälhavare
Arméns chefer:
- Generaloberst Georg-Hans Reinhardt 1 januari 1942 - 15 augusti 1944
- Generaloberst Erhard Raus 15 augusti 1944 - 10 mars 1945
- General der Panzertruppen Hasso von Manteuffel 10 mars 1945 - 3 maj 1945

Stabschef :
- Oberst i.G. Walther von Hünersdorff 1 januari 1942 - 13 maj 1942
- Generalleutnant Walter Schilling 13 maj 1942 - 5 maj 1943
- Generalmajor Otto Heidkämper 5 maj 1943 - 1 september 1944
- Generalmajor Burkhart Müller-Hillebrand 1 september 1944 - 3 maj 1945